# Kalojanovo (Sliven)
Kalojanovo (Bulgaars: Калояново) is een dorp in Bulgarije. Het is gelegen in de gemeente Sliven, oblast Sliven en ligt op 243 kilometer afstand van Sofia.

## Bevolking
Op 31 december 2019 telde het dorp 703 inwoners, een stijging vergeleken met 668 inwoners in 2011 en 585 inwoners in 2001. Het dorp Kalojanovo is daardoor een van de weinige plattelandsgebieden met een positieve bevolkingsgroei. Het dorp heeft een gemengde bevolking bestaande uit etnische Bulgaren (±51,2%) en Roma (±48,5%).
| dorp Kalojanovo | 403 | 448 | 439 | 479 | 485 | 538 | 507 | 585 | 668 | 703 |